# Lozna (gmina w okręgu Sălaj)
Lozna – gmina w Rumunii, w okręgu Sălaj. Obejmuje miejscowości Cormeniș, Lozna, Preluci, Valea Leșului i Valea Loznei. W 2011 roku liczyła 1072 mieszkańców.